# Ninfale fiesolano

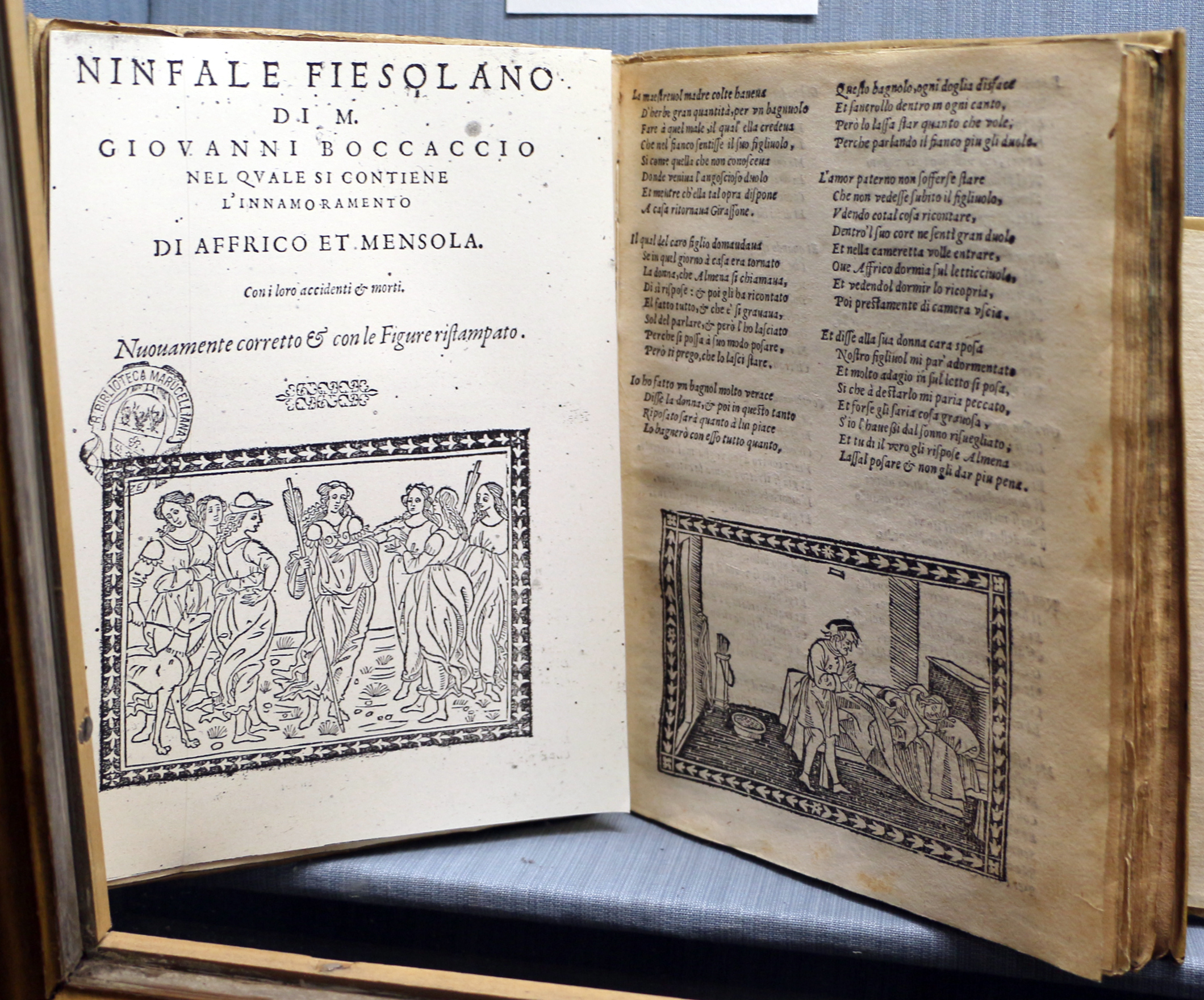
Księga zawierająca poemat "Ninfale fiesolano"

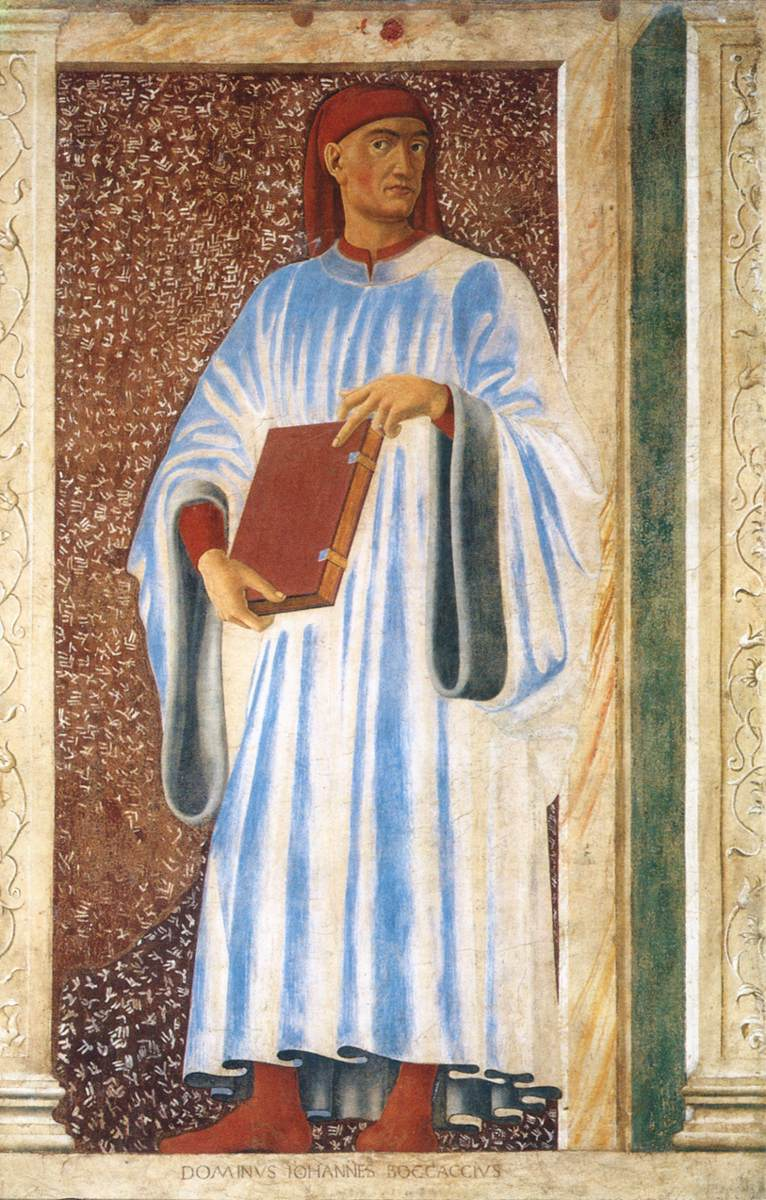
Andrea del Castagno, Portret Giovanniego Boccaccia

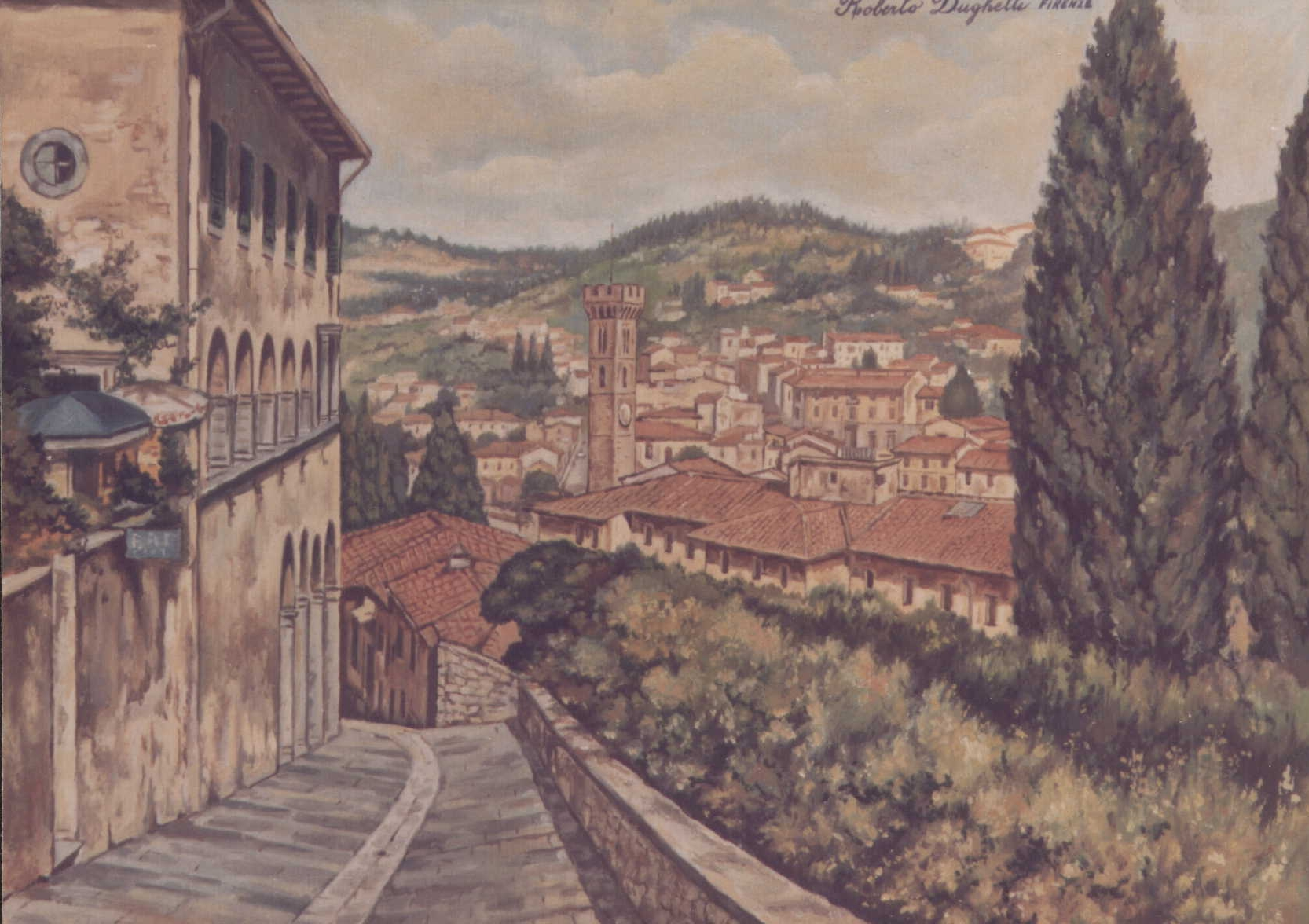
Roberto Dughetti, Panorama Fiesole

Ninfale fiesolano – poemat włoskiego poety Giovanniego Boccaccia, powstały zapewne w latach 1344–45. Tematem utworu jest miłość pasterza Affrica i pięknej nimfy Mensoli. Opowieść kończy się założeniem dwóch miast, Fiesole i Florencji. Poemat został napisany oktawą (wł. ottava rima), czyli strofą ośmiowersową, złożoną z wersów jedenastozgłoskowych (wł. endecasillabo), rymowaną abababcc.

Amor mi fa parlar, che m’è nel core
gran tempo stato e fatto n’ha su’ albergo,
e legato lo tien con lo splendore
e con que’ raggi a cui non valse usbergo,
quando passaron dentro col favore
degli occhi di colei, per cui rinvergo
la notte e ’l giorno pianti con sospiri,
e ch’è cagion di tutti e’ mie’ martìri.

Zobacz też: Teseida, Filostrato